# Ратников, Константин Иванович
Константи́н Ива́нович Ра́тников (6 июля 1913 — 9 мая 1980) — советский футболист, нападающий. Мастер спорта (с 1946 года).

## Карьера
Играл в первом составе команды «Крылья Советов» Куйбышев, которая в 1945 году стала победителем во Второй группе СССР и получила право дебютировать в высшей лиге чемпионата СССР (тогда Первая группа). В чемпионате 1946 года забил 5 мячей и стал лучшим бомбардиром команды, причём первый его гол стал первым домашним голом «Крыльев» в высшей лиге в Куйбышеве (27 апреля 1946, гости ЦДКА (Москва), 1:4).